# 山梨縣立大學
山梨縣立大學（英文名稱：Yamanashi Prefectural University）是一所日本公立大學。是位于日本山梨县的一所公立大学，成立於2005年。簡稱為「山縣大」。

## 歷史
舊山梨縣立看護大學
- 1953年 山梨縣立高等看護学院成立[1]
- 1995年 开办短期大学[1]、由山梨县经营。
- 2005年 山梨縣立看護大学短期大学部停止招生
- 2008年 山梨縣立看護大学短期大学部停办[2]

舊山梨縣立女子短期大學
- 1966年开办山梨縣立女子短期大學[3]、由山梨县经营，同时设置三个学科（家政科、幼兒教育科、日文科）
- 1990年 国际教养科成立、家政科改名为生活科学科。
- 2004年 山梨縣立女子短期大學停止招生（正式停办于2004年6月14日[4]）。
- 2006年 山梨縣立女子短期大學停办[4]。

山梨縣立大學
- 2005年

統合「山梨縣立看護大学」、「山梨縣立女子短期大学」，現組織「山梨縣立大学」。

## 教育和研究机构
学部
- 国際政策学部
  - 綜合政策学科
  - 国際互動学科
- 人間福祉学部
  - 福祉共同体学科
  - 人間形成学科
- 看護学部
  - 看護学科

大学院
- 看護学研究科[5][6]

## 校區
- 飯田校區

山梨県甲府市飯田5丁目11-1
- 池田校區

山梨県甲府市池田1丁目6-1